# Sean Williams (Basketballspieler)
Sean Williams (* 13. September 1986 in Houston, Texas) ist ein US-amerikanischer Basketballspieler.

## College
Bei seinem Basketballteam am Boston College wurde er zum wichtigsten Wurfblocker. Allerdings wurde er in seinen drei Collegejahren auch für seinen Mangel an Disziplin bekannt. So wurde er für ein Semester während seines zweiten Collegejahrs suspendiert, woraufhin er Kurse an der University of Houston belegte. Schließlich wurde Williams nach zwei Verwarnungen in seinem dritten Collegejahr vom Basketball ausgeschlossen. Dennoch führte er die NCAA in der Saison 2006/07 in „Shotblocks“ an, von denen er fünf pro Spiel erzielte.

## Karriere
Nach drei Jahren am Boston College wurde er an 17. Stelle von den New Jersey Nets ausgewählt, wo er phasenweise auch für deren „Farmteam“ Colorado 14ers in der NBA Development League (D-League) spielte. Anfang 2010 wurde von den Nets entlassen. Nach zwei Stationen außerhalb der USA spielte er von November 2010 bis zum Ende der Saison 2010/2011 für die Texas Legends erneut in der D-League. Aufgrund des „Lockouts“ in der NBA unterschrieb er zu Beginn der Saison 2011/12 einen Zweijahresvertrag bei Maccabi Haifa mit einer Ausstiegsoption, sollte der Lockout doch noch beendet werden. Als dies der Fall war, unterschrieb er einen Zweijahresvertrag bei den Dallas Mavericks in der NBA, die ihn zu ihrem Farmteam Legends in die D-League schickten. Anfang März 2012 wurde er schließlich wieder zu den Mavs zurückgeholt und am 22. März 2012 entlassen. Er blieb „Free Agent“, bis die Boston Celtics ihn kurz vor Saisonende verpflichteten.
Im Sommer 2012 wurde er im Rahmen eines Tausches von den Celtics zu den Houston Rockets transferiert, die jedoch einen Monat später entließen, ohne dass Williams ein Meisterschaftsspiel für die Rockets absolviert hatte. Für die Saison 2012/13 stieß er daraufhin erneut zum Kader der Texas Legends in der D-League.
Seit 2013 steht er bei Torku Konyaspor in der türkischen Türkiye Basketbol Ligi unter Vertrag.